# Amanda Dowe
Amanda Nicole Dowe (ur. 17 maja 1991 w Tabor City) – amerykańska koszykarka występująca na pozycji silnej skrzydłowej.
8 października 2018 dołączyła do Widzewa Łódź.

## Osiągnięcia
Stan na 2 października 2019, na podstawie, o ile nie zaznaczono inaczej.
NCAA
- Zaliczona do III składu Atlantic 10 (2013)
- Zawodniczka tygodnia Atlantic 10 (2012/2013)

Drużynowe
- Wicemistrzyni:
  - Niemiec (2016)
  - sezonu regularnego ligi niemieckiej (2016)
- Finalistka pucharu Niemiec (2016)
- Mistrzyni sezonu regularnego australijskiej ligi WNBL (2018)

Indywidualne
(* – nagrody i wyróżnienia przyznane przez portal eurobasket.com
- Zaliczona do III składu francuskiej ligi LF2 (2017)*